# HD 94014
HD 94014，又名BD-02 3236，SAO 137834、HR 4240，是一颗恒星，视星等为5.95，位于銀經254.38，銀緯48.1，其B1900.0坐标为赤經10h 46m 0.4s，赤緯-2° 48.1′ 44″。